# Derek Bell
Derek Bell (n. 31 octombrie 1941, Middlesex, Anglia, Regatul Unit) este un fost un pilot de Formula 1.